# آري فوس
آري فوس (بالهولندية: Arie Vos)‏ هو متسابق دراجات نارية هولندي، ولد في 12 فبراير 1976.

## روابط خارجية
- آري فوس على موقع MotoGP.com (الإنجليزية)
- آري فوس على موقع WorldSBK.com (الإنجليزية)